# ぼうえんきょう座PV星
ぼうえんきょう座PV星（ぼうえんきょうざPVせい）は、ぼうえんきょう座の方向に位置する脈動変光星。

## 概要
ぼうえんきょう座PV型変光星の代表星で、9.24等と9.40等の間を変光する。スペクトル型はB5p (He) である。

## 名称
学名はPV Telescopii（略称：PV Tel）、コルドバ掃天星表での番号はCD-56°7300、ケープ写真掃天星表での番号はCPD-56°8755、ヘンリー・ドレイパーカタログの番号はHD 168476。